# Калініно (Гагинський район)
Калініно (рос. Калинино) — село в Гагинському районі Нижньогородської області Російської Федерації.
Населення становить 398 осіб. Входить до складу муніципального утворення Юр'євська сільрада.

## Історія
Від 2009 року входить до складу муніципального утворення Юр'євська сільрада.

## Населення
| 2002 | 2010 |
| ---- | ---- |
| 414  | ↘398 |